# إميل جي. هيرش
إميل جي. هيرش (بالإنجليزية: Emil G. Hirsch)‏ هو حاخام أمريكي، ولد في 22 مايو 1851 في لوكسمبورغ في لوكسمبورغ، وتوفي في 7 يناير 1923 في الولايات المتحدة.